# 永井聖美
永井 聖美（ながい まさみ、1979年1月5日 - ）は、愛知県半田市出身の競艇選手。
登録番号3993。身長156cm。血液型O型。83期。2014年3月までは愛知支部、同年4月より東京支部所属。愛知支部時代の師匠は上島久男。

## 来歴
- 愛知県立半田東高等学校、本栖研修所を経て1998年11月26日地元常滑競艇場で開催された「一般競走」1Rでデビュー（6着）。[1]

- 2003年8月25日大村競艇場で開催された「スポニチ杯争奪女子リーグ戦競走」で初優勝。インコースからコンマ01のタッチスタートを決めての逃げ切りだった。[2]

- 2006年には優勝2回、また浜名湖競艇場・第19回JAL女子王座決定戦競走において初めて優出を果たした[3]。

- 06年後期に初のA1昇級、その後A2に降級したが2008年前期から再昇級。

- 初めて選出対象となった笹川賞ファン投票で44位となり、5月の平和島競艇場・第35回笹川賞でSG競走初出場、続く2009年も出場している。

- 2010年2月21日、津競艇場・一般戦で男女混合戦初優勝を飾った。

- 2011年5月25日、笹川賞2日目の9R予選でSG初勝利[4]。

- 夫の小林泰と結婚を機に、2014年4月より愛知支部から東京支部に移籍。

- 2017年6月、ボートレース桐生・一般戦を最後に産休に入る。2019年8月19日にボートレースびわこ・一般戦から復帰した。

- 通算勝利1000勝（2017年1月26日達成）、通算優勝20回（2017年2月12日現在）。

## 戦法
- 女子屈指のスタート巧者として知られ、賞典レースや勝負駆けなどで発揮される集中力はA1常連選手に匹敵する。また、コースを問わず安定したスタートができる強みもある。

- インコースからのレースには「勝たないといけないポジション」とこだわりがある。2008年前期級別審査期間（2007年5〜10月）の1コース2連対率は.875をマークするなど、得意としている。

- 師匠・上島久男譲りの、好スタートを決めて一気のまくりが最大の持ち味。もともと1着率が高く、勝利時の決まり手は、「差し」や「まくり差し」に比べ圧倒的に「まくり」が多い。ただし2008年ごろから無理なまくりは自重し、差しの戦法から道中追い上げて2・3着を確保するレースも多く見られるようになり、勝率は高レベルで安定するようになっている。

## 人物・エピソード
- 高校の倫理の参考書に「男女が同じステージで勝負できる職業」として、後に愛知県の先輩となる鵜飼菜穂子が紹介されていたのを読んで競艇選手を志す。弁当の量を減らし、ジョギングを続けたことで10kg以上の減量に成功した。

- 愛車はカウンタック。

- 同期（83期）の女子選手（新美愛・茶谷桜・大瀧明日香）とは非常に仲が良い（新美は2007年3月引退）。その他、細川裕子や宇野弥生とはドライブ、今井裕梨とは動物好きという共通の趣味で親交が深い。当時の愛知支部の女子選手の中では、永井の上は若干世代が開いており、女子リーグ戦有資格者の中にあっては彼女が愛知のリーダー的役割を担っていた。